# 老爷庙 (都昌县)
29°22′52″N 116°03′56″E / 29.38111°N 116.06556°E
老爷庙，属于历史文化遗迹，位于江西省九江市都昌县多宝乡，距星子县直线最短距离仅为7公里。附近的老爷庙水域，位于北纬30度左右。鄱阳湖老爷庙水域位于江西省都昌县与星子县之间，全长24公里，是鄱阳湖连接长江出口的狭长水域，素来有“中国百慕大”“魔鬼三角”之称。老爷庙历史文化景点，历来流传着许多传说，充满神秘感。

## 相关事件
1945年4月16日，侵华日军一艘满载金银珠宝、古玩字画的“神户丸”，在老爷庙水域沉没，船上日本官兵全部失踪。著名科幻小說作家倪匡藉此事寫出「新武器」，描述主角衛斯理與考古學家石教授尋找神戶丸的過程。
1985年8月3日，共有十三艘貨船在老爺廟水域沉沒。